# Eurygenys ligulatus
Eurygenys ligulatus là một loài tò vò trong họ Ichneumonidae.